# پرستون، راتلند
پرستون (به انگلیسی: Preston) یک روستا و محله مدنی در بریتانیا است که در راتلند واقع شده‌است. پرستون ۱۷۹ نفر جمعیت دارد.